# Un brin d'escroquerie
Pour plus de détails, voir Fiche technique et Distribution.
Un brin d'escroquerie (titre original : A Touch of Larceny) est un film britannique réalisé par Guy Hamilton, sorti en 1959, avec James Mason, George Sanders, Vera Miles et Robert Flemyng dans les rôles principaux.

## Synopsis
Après avoir servi avec succès à bord d'un sous-marin pendant la Seconde Guerre mondiale, le commandant Max Easton (James Mason) est affecté à l'Amirauté. Par l'intermédiaire de son ami Sir Charles Holland (George Sanders), il fait la rencontre de la riche veuve américaine Virginia Killain (Vera Miles). Pour la séduire, il imagine une escroquerie complexe qui l'oblige à se faire passer pour un agent double au service des Soviétiques.

## Fiche technique
- Titre : Un brin d'escroquerie
- Titre original : A Touch of Larceny
- Réalisation : Guy Hamilton, assisté de Peter Yates
- Scénario : Roger MacDougall, Guy Hamilton et Ivan Foxwell (en) d'après le roman Jeu d’espions, jeu de vilains (The Megstone Plot) d'Andrew Garve
- Photographie : John Wilcox
- Musique : Philip Green
- Montage : Alan Osbiston
- Direction artistique : Elliot Scott
- Producteur : Ivan Foxwell (en)
- Société de production : Ivan Foxwell Productions
- Pays d'origine : Royaume-Uni
- Format : Noir et blanc
- Genre cinématographique : Comédie, film policier
- Durée : 93 minutes
- Date de sortie :
  - Royaume-Uni : décembre 1959

## Distribution
- James Mason (VF : Renaud Mary) : Commandant Max Easton
- George Sanders  (VF : Jean Davy) : Sir Charles Holland
- Vera Miles (VF : Anne Carrère) : Virginia Killain
- Oliver Johnston : Ministre
- Robert Flemyng (VF : Gabriel Cattand) : Commandant John Larkin
- William Kendall (en) : Tom
- Duncan Lamont  (VF : Henri Poirier) : Gregson, le premier policier des services spéciaux
- Harry Andrews  (VF : Roger Treville) : Capitaine Graham
- Peter Barkworth (en)  (VF : Michel Francois) : Lieutenant Brown
- Rachel Gurney (en) (VF : Jacqueline Rivière) : Clara Holland
- Martin Stephens : John Holland
- Waveney Lee : Marcia Holland
- Charles Carson (VF : Raymond Rognoni) : Robert Holland
- Junia Crawford : Susan
- MacDonald Parke (VF : Richard Francoeur) : Jason Parrish

Et, parmi les acteurs et actrices non crédités :
- Alexander Archdale (en) (VF : Paul Amiot) : le docteur local
- Donald Bisset (en)
- Gerald Case (en)
- Basil Dignam (VF : Roger Rudel) : le capitaine de corvette Evans
- Gordon Harris (en)
- Percy Herbert (VF : Marcel Bozzuffi) : Bert (Albert en VF), le second policier des services spéciaux
- Barbara Hicks (VF : Madeleine Barbulée) : Miss Price
- John Horsley (VF : Francis Lax) : le premier rédacteur du journal
- Ronald Leigh-Hunt (en) (VF : Jacques Thiery) : le second rédacteur du journal
- John Le Mesurier (VF : Claude Péran) : l'amiral
- Henry B. Longhurst (en)
- Richard Marner (en)
- William Mervyn (en)
- André Mikhelson (en)
- Dickie Owen (en)
- Frederick Piper (en) (VF : Paul Villé) : le concierge de l'immeuble où réside Easton
- Desmond Roberts (en)
- Mavis Villiers (en)
- Rosemary Dorken (VF : Renée Simonot) : un officier de l'amirauté au téléphone

## Autour du film
- Il s'agit d'une adaptation du roman The Megstone Plot d'Andrew Garve publié en 1956. Ce livre a été traduit en France en 1959 sous le titre Jeu d’espions, jeu de vilains au sein de la collection L'Aventure criminelle.

## Prix et distinctions
- Nomination au British Academy Film Award du meilleur scénario en 1961 pour Roger MacDougall, Guy Hamilton et Ivan Foxwell (en).